# Archeotyris
Archaeothyris – rodzaj jednego z najstarszych znanych pelykozaurów. Za starszego uważa się jedynie klepsydropsa oraz protoklepsydropsa, ale zły stan zachowania szkieletu tego drugiego nie daje nam pewności.
Archaeothyris żył w środkowym karbonie (około 320 milionów lat temu). Jego szczątki odkryto na terenie Nowej Szkocji w Kanadzie, w pobliżu miejsc odnalezienia skamieniałości najstarszego znanego owodniowca, Hylonomusa i jednego z najstarszych poznanych diapsydów o nazwie Petrolakozaur. Także czas występowania tych zwierząt był dość zbliżony.
Zwierzę zamieszkiwało bagna, obecne w karbonie na terenie Nowej Szkocji.
Archaeothyris miał wraz z długim ogonem 50 cm długości. Posiadał on mocne szczęki, które potrafił zapewne otwierać szerzej niż pierwotne owodniowce, oraz mocno zaciskać. Wyposażone były one w zestaw ostrych zębów o ujednoliconym kształcie, lecz zróżnicowanej długości. Ich wygląd świadczy, że zwierzę było drapieżnikiem. Wiemy, że u późniejszych pelykozaurów, będących być może potomkami Archaeothyris, nastąpiło dalsze zróżnicowanie uzębienia.
Uważa się, że Archaeothyris był najstarszym członkiem rodziny Ophiacodontidae, do której należał późniejszy Ophiacodon.
| ← mln lat temuArcheotyris |          |            |          |          |           |         |          |         |          |           |      |    |
| Prekambr←4,6 mld          | Kambr541 | Ordowik485 | Sylur443 | Dewon419 | Karbon359 | Perm299 | Trias252 | Jura201 | Kreda145 | Paleog.66 | Ng23 | Q2 |